# Emil Adolf Rossmässler

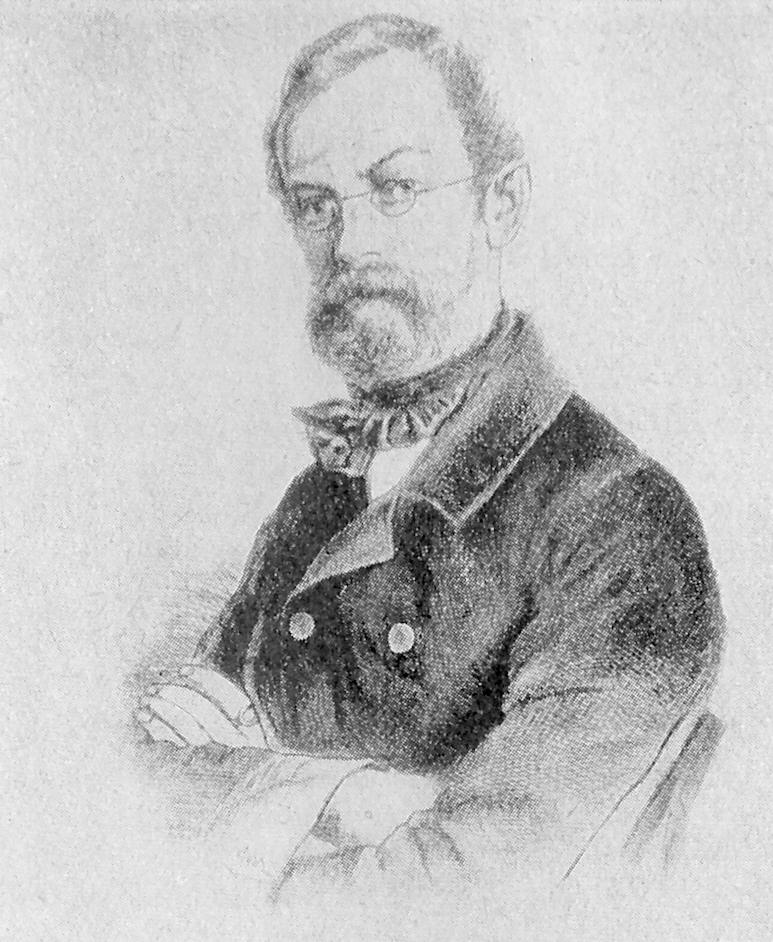
Emil Adolf Roßmäßler.

Emil Adolf Roßmäßler, född 3 mars 1806 i Leipzig, död där 8 april 1867, var en tysk naturforskare.
Roßmäßler blev 1830 professor i naturhistoria vid skogs- och lantbruksinstitutet i Tharandt. Han valdes 1848 till ledamot av Frankfurtparlamentet, där han anslöt sig till vänstern och deltog även i det i Stuttgart samlade så kallade "rumpparlamentets" beslut (juni 1849). Till följd av sitt politiska engagemang avskedades han 1850 från sin professur och blev samma år ledare för de så kallade tysk-katolikerna.
Roßmäßlers främsta arbete är Ikonographie der europäischen Land- und Süßwassermollusken (tre band, 1835–1862; fortsatt av Wilhelm Kobelt, 1877 ff.). Genom populära avhandlingar, framför allt som utgivare av tidskriften "Heimat", främjade han intresset för naturhistorisk forskning. På svenska utkom bearbetningarna "Utflygter i naturen och hvardagslifvet" (1874) och "Jordens historia" (1876–1877).